# 何塞·华金·费尔南德斯·德·利萨尔迪
何塞·华金·费尔南德斯·德·利萨尔迪（西班牙語：José Joaquín Fernández de Lizardi；1776年11月15日—1827年6月21日），墨西哥作家、新闻工作者，生于西班牙帝國统治下的墨西哥，曾参加墨西哥独立战争，亦因抨击西班牙殖民政府及阿古斯丁的独裁统治两度入狱，作品亦曾遭当局审查。
在文学领域，利萨尔迪以笔名墨西哥思想家（El Pensador Mexicano）著称，创作涵盖小说、诗歌、散文、戏剧等，其作品具有新古典主义色彩，其代表作是小说《癞皮鹦鹉》，该作品也是拉丁美洲的第一部长篇小说。

## 生平
費爾南德斯·德·利薩迪於1776年11月15日出生於新西班牙總督轄區墨西哥城的一个克里奥人家庭，母親是普埃布拉書商阿古斯丁·古鐵雷斯·達維拉（Agustín Gutiérrez Dávila）之女，父親是医师曼努埃爾·埃爾南德斯·利薩迪（Manuel Hernández Lizardi），費爾南德斯·德·利薩迪在特波佐特蘭接受了初等教育，随即返回墨西哥城学习拉丁文，1793年，他進入圣伊尔德丰索学院繼續中學学业，後升入大学，但就在1798年，他的父亲病重，這迫使他辍学返回特波佐特兰帮助家庭:10-12。
父親過世後，他先後在塔斯科和阿卡普尔科等地擔任臨時法官。1805年，他與多洛雷斯·奧倫達因（Dolores Orendain）結婚，並生有一女。1808年，他发表了一首頌揚西班牙国王斐迪南七世的頌歌，开始步入文坛:78。在塔斯科履职期间，墨西哥獨立戰爭波及当地，市长逃走，利薩迪代理殖民政府在当地的政务，並向总督提出保护克里奥人的对策，但在殖民当局的軍隊於1811年抵達塔斯科、赶走起义军後，軍隊首領尼古拉斯·科西奧（Nicolás Cosío）下令逮捕利薩迪，抄没他所有的財產，押送至墨西哥城，並投入大牢:79。不久后，利薩迪获释，但他的诗歌作品仍然遭到当局审查，之后，他将创作重心转向小说、评论:15-17。
1812年3月，《加的斯憲法》在西班牙帝國全境頒布，宪法宣称官方保障新聞自由，同年10月9日，利薩迪創辦了報紙《墨西哥思想家》（El Pensador Mexicano），他透过該報譴責殖民当局對財富分配不均、不普及教育等社会问题上的不作为:18-20。在1812年12月，利薩迪更在报刊中請求總督弗朗西斯科·哈维尔·貝內加斯廢除用于审判叛亂神職人員的軍事法庭，此举令總督大为不满，他宣布對境内的出版物进行审查，並下令逮捕利薩迪，利薩迪一度逃脫，但最终於12月7日被当局逮捕入狱，直到1813年7月才被释放:106-107。
拿破崙帝國垮台後，斐迪南七世在西班牙恢复了君主專制，与此同时，利薩迪开始以“墨西哥思想家”的笔名創辦了《瑣事櫃》（Alacena de Frioleras）報，继续抨击当局，這份報紙很快引起了西國總督府的注意及审查，這迫使他在1816年3月停刊。当年，他还完成了长篇小说《癞皮鹦鹉》，但这部小说也像他此前出版的作品一样，遭到了殖民当局的审查，尽管如此，他仍然继续创作小说:109-110:447。
1821年，利薩迪参加了阿古斯丁·德伊图尔维德统率的起义军，並跟随后者推翻了西班牙在墨西哥的殖民统治，建立了独立的国家，但阿古斯丁随即宣布称帝，並在国内实施独裁统治，這引起了利薩迪的不满，他多次透过文章抨击阿古斯丁的帝制、以及天主教会的愚民做法，直到阿古斯丁本人於1823年下台:110-116，期间一度因此入狱並遭教会绝罚，阿古斯丁下台後，教会取消了对利薩迪的绝罚。1825年，墨西哥政府任命利薩迪為《政府公報》的主編，同时，他还作为一名曾参加独立战争的退休士官，享有上尉级别的退休俸。1827年6月，利薩迪在墨西哥城逝世，安葬于市内的圣拉萨羅公墓（Cementerio de San Lázaro），不久后，他的妻女也相继去世。

## 作品
在西班牙殖民帝国统治时期，殖民政府为了控制思想，限制一切虚构作品进入墨西哥，加上出版印刷产业落后，受此限制，《堂吉诃德》等西班牙本土的小说作品在当地仅零星流传，而独立前的墨西哥文人则主要创作纪实文学、诗歌及戏剧:39。尽管如此，17世纪后期至18世纪初在墨西哥出现了传奇、爱情故事等文学作品，它们也被视为拉丁美洲小说的前身。而费尔南德斯·德·利薩迪则在西班牙本土流浪漢小說的基础上，创作了自己的小说作品:89。
费尔南德斯·德·利薩迪的代表作为长篇小说《癞皮鹦鹉》，讲述了墨西哥城内一个绰号“癞皮鹦鹉”的人物佩德罗·萨尼恩托（Pedro Sarmiento）流浪、冒险的生涯，其个性复杂、一生跌宕起伏，最终反省自责、改过自新，得以善终。利薩迪藉由该小说揭示了墨西哥独立前后动荡的时局，抨击了西班牙殖民当局、天主教會的黑暗腐败及社会对原住民的歧视，亦大量使用了墨西哥在地民间故事、谚语、俚语、方言等，具有一定的本土色彩。《癞皮鹦鹉》也是拉丁美洲第一部长篇小说，开创了拉丁美洲作家以文学作品为武器抗争现实的传统:90-91。除了《癞皮鹦鹉》之外，在小说领域，利薩迪还著有《悲伤的夜晚及欢乐的白天》（Noches tristes y día alegre）、《著名骑士堂卡特林·德·拉·法钦达的生平事迹》（Vida y hechos del famoso caballero Don Catrín de la Fachenda）等:109-110，这些作品也多具有宣傳启蒙主义思想的色彩，反映19世纪初期墨西哥的现实。除了小说、诗歌之外，利薩迪也从事戏剧创作，並创作了《敏感的黑人》（El negro sensible）、《火枪手的独角戏》（Unipersonal del arcabuceado）、《堂阿古斯丁·伊图尔维德的独角戏》（Unipersonal de don Agustín de Iturbide）等作品，这些作品與其小说一样具有新古典主义色彩，但也贴近现实，具有反映墨西哥社会弊端的特点。